# Vierbuchen
Vierbuchen ist eine Ortschaft in der Stadt Waldbröl im Oberbergischen Kreis im südlichen Nordrhein-Westfalen (Deutschland) innerhalb des Regierungsbezirks Köln.

## Lage und Beschreibung
Der Ort liegt ca. 9,1 km südöstlich vom Stadtzentrum entfernt.

## Geschichte

### Erstnennung
1391 wurde der Ort das erste Mal urkundlich erwähnt und zwar "Johann v. Veirboichen ist mit Heinrich v. Bettenhaen u. a. in einer Fehde mit der Stadt Köln."
Schreibweise der Erstnennung: Veirboichen

## Bus- und Bahnverbindungen

### Linienbus
Haltestelle: Vierbuchen
- 343 Waldbröl, Windeck-Rosbach  (OVAG)
- 344 Waldbröl, Windeck-Rosbach  (OVAG)